# Semir Gicić
Semir Gicić (Novi Pazar, 18. decembar 1989) srpski je dramski pisac, glumac i stand-up komičar.

## Biografija
Završio je novopazarsku Gimnaziju i muzičku školu Stevan Mokranjac za harmoniku. Akademiju za pozorišnu i filmsku umetnost studirao je u klasi Envera Petrovcija na Internacionalnom univerzitetu diplomirao (2017/2011). Član je Udruženja dramskih pisaca Srbije i predsednik Udruženja dramskih umetnika Aparte.
Autor je mnogih komedija i jedan od najangažovanijih stand-up komičara na našim prostorima.

## Pozorišne drame
Šta se desilo drugu Milivoju (2009)
komad pod nazivom "Deža vi" postavljen na sceni Šabačkog narodnog pozorišta, Kruševačkog narodnog pozorišta i Regionalnog pozorišta iz Novog Pazara.
Režija: Andrea Ada Lazić
Igraju: Ivan Tomašević, Biljana Jocić Savić, Zoran Karajić, Dušan Živanić i Lemana Bećirović

Autor: Semir Gicić
- Prokletstvo (2011)komad postavljen na sceni Regionalnog pozorišta Novi Pazar Režija: Enver Petrovci   Igraju: Mitar Belojica, Zehra Aybar, Deana Kostić, Emir Plojović  Autor: Semir Gicić
- Pazi s kime spavaš(2014)komad postavljen n[мртва веза]a sceni beogradske Akademije 28, odigran preko 180 puta, te je zbog ogromne popularnosti postavljen i drugi deo predstave "Pazi s kime spavaš 2". Režija: Igor Damnjanović   Igraju: Mirka Vasiljević, Zinaida Dedakin, Nemanja Janičić, Semir Gicić i Igor Damnjanović  Autor: Semir Gicić
- Čekajući ministra" (2015)komad postavljen na sceni beogradske Akademije 28. Odigran preko 150 puta. Nagrada na makedonskom pozorišnom festivalu Kriva Palanka. Režija: Marija Popović Puškarov   Igraju/aternacije: Lidija Vukićević (Ana Kokić), Milan Pajić (Sašo Ristovski) i Semir Gicić (Petar Kokinović).ž  Autor: Semir Gicić
- Imamo dojavu (2016)komad postavljen na sceni "CK Vlada Divljan" Režija: Ivan Denić   Igraju: Zinaida Dedakin, Zlatko Rakonjac i Semir Gicić  Autor: Semir Gicić
- Ko vama dade predstavu (2016)komad postavljen na sceni "CK Vlada Divljan". Dobitnik nagrade "hit komedija" Kraljevačkog festivala. Režija: Semir Gicić   Igraju: Jelica Sretenović, Igor Lazić Niggor, Zorana Pavić i Nenad Škundrić  Autor: Semir Gicić
- Ljubavne igrarije/Pazi s kime spavaš 2 (2018)komad postavljen na sceni beogradske Akademije 28 sa istom ekipom iz prvog dela.  Režija: Igor Damnjanović   Igraju: Mirka Vasiljević, Zinaida Dedakin, Nemanja Janičić, Semir Gicić i Igor Damnjanović  Autor: Semir Gicić
- Pinokio za odrasle (2018)komad postavljen na sceni "Obrenovačkog pozorišta".  Režija: Semir Gicić   Igraju: Miloš Đorđević, Aleksandar Dunjić, Zinaida Dedakin, Katarina Barjaktarević, Biljana Mitrović (Anđela Popović  Autor: Semir Gicić

## Scenarija
- TV serija "Koleginice" K1 televizija (50 epizoda).
- Radio na televizoru – Radio-televizija Srbije
- "Sabor narodnih pesama Srbije" – Radio televizija Srbije

## Režija
Pored autorskih komedija koje je režirao, "Ko vama dade predstavu", "Pinokio za odrasle" i dečijih predstava, Gicić je režirao:
- "Bračni život" 2020. (Igraju: Tijana Ćurović, Milena Pavlović, Žarko Stepanov i Nikola Ivačkov)
- "Doktor Buzdovan" 2021. (Igraju: Saša Joksimović, Jovana Jelovac Cavnić i Predrag Damjanović.

## Pozorište
Igrao je u Regionalnom pozorištu od 2007. do 2012. godine u predstavama “Bogojavljenska noć”, “Simpatija i antipatija”, “Gospođa ministarka” (A. Kožar), “Krčma na drumu” “Otelo” (E. Petrovci), “Čovekov život” (N. Todorović), "Žalosna svadba" (A. Kožar), “Hasanaginica” (A. Videnović) i "Zagonetne varijacije" (L. Ivanović).

## TV teatar
- Hasanaginica (Petar Stanojlović) Radio-televizija Srbije

## Igrani program
- Serija "Urgentni centar" (Režija: N.Radosavljević) Emotion production
- Serija "Koleginice (Režija: M. Glušič) Brothers production
- Film "Vučje bobice" (Režija: S. Jovanović) MegaComFilm
- TV serija "Ljubav u tišini" (Režija: S. Jovanović) JMC

## Stand up
- Beskonceptualni Stand up (I) produkcija: MY ART (2019.)
- Beskompromisni Stand up (II) produkcija: APARTE (2022.)

## Dečije autorske pozorišne predstave
- “Avanture Boće Zloće” 2011 – (Režija: M. Krčmarik) Teatar 78 Beograd
- "Pinokio u eri interneta" 2017 – (Režija: Semir Gicić) CK Vlada Divljan  (dobitnik nagrade za najbolju predstavu "Festić )
- "Kralj Mrgud" 2018 – (Režija: Semir Gicić) produkcija "My art"
- "Deda Mraze, ne skreći sa staze" 2019. – (Režija: Semir Gicić) produkcija "Everest

## Kritički prijem
Dragana Bošković, teatrolog, dramski pisac, profesor dramaturgije i urednica u Dramskom programu RTS-a za Gicićevu debitantsku dramu „Šta se to dogodilo Milivoju Cvetkoviću" kaže:
„Kada se govori o Semiru Giciću kao dramskom piscu, on nastavlja glavnu liniju srpske komediografije i uočava da je pitanje mentaliteta, da čovek pristane na sve ono na šta, deklarativno, nikada ne bi pristao. No, kako taj postupak boli, on mora da napravi „brejk“, prekid u svom istorijskom /hronološkom/ pamćenju, i da započne ponovo, uvek iznova, postupak dokazivanja ispravnosti, i ideološke, i psihološke, svog sramotnog pristanka. Ništa se na ovim prostorima ne događa što se već nije dogodilo, i Semir Gicić to identifikuje u najboljoj tradiciji ovdašnje komediografije, komično i tragično u isti mah. Semir Gicić gradi anamnezu našeg slučaja na dva bitna i nezaobilazna plana: porodičnom, koji se urušava prvi, pod pritiskom bede, nerazumevanja i represije koja je namenjena malom čoveku, pod uticajem nečije loše volje, zbog nečije tuđe koristi, koja nije ni velika, ni isplativa, i na opštem, istorijskom, koji zakopava, ali ne zaboravlja. Semir Gicić nam, možda, poručuje, da samo u ludilu ima sistema, da je svaki apsurd logičniji od stvarnosti koju živimo, koja se menja iz časa u čas, vrlo retko po pravilima zdravog razuma. Kad čovek misli da se nešto završilo, ono tek počinje, kad poveruje da je razumeo, baš tada je prevaren, po ko zna koji put.“

## Spoljašnje veze
- KEC NA 11
- Beograde, dobro veče - Studio B
- FACE TV
- Jutro - FACE TV
- Književna kritika komedije Šta se desilo drugu Milivoju („Radio-televizija Srbije“ 25. maj 2010)
- Na putu do dna - bili smo uspešni (kolumna, „Danas“, 11.07.2013)
- Šta će ti taj apsurd? (kolumna, „Danas“, 2.06.2011)
- Šta se dogodilo drugu Milivoju? (komedija, „Prozaonline“, 9.09.2010)
- Promocija knjige („Moje studije“, 29.03.2011)
- Semir Gicić ( „PORT“)
- Vlast je bolest prljavih ruku, ali se rijetko prenosi na druge smrtnike (tekst, „Sandžačke novine“, 21.07.2013)
- Novopazarski Jevreji (tekst, „Sandžakpress“, 19.05.2011) Архивирано на веб-сајту  (1. јануар 2014)
- Stara banja (tekst, „Sandžakpress“, 12.08.2011) Архивирано на веб-сајту  (1. јануар 2014)